# Пиргандж (город, Тхакургаон)
Пиргандж (бенг. পীরগঞ্জ, англ. Pirganj) — город и муниципалитет на севере Бангладеш, административный центр одноимённого подокруга. Площадь города равна 20,37 км². По данным переписи 2001 года, в городе проживало 23 692 человека, из которых мужчины составляли 51,24 %, женщины — соответственно 48,76 %. Плотность населения равнялась 1163 чел. на 1 км². Уровень грамотности населения составлял 58,5 % (при среднем по Бангладеш показателе 43,1 %). 